# Граббе, Михаил Павлович
Граф Михаи́л Па́влович Гра́ббе (1834—1877) — русский генерал, участник Крымской войны, Кавказских походов и русско-турецкой войны 1877—1878 гг.

## Биография
Представитель остзейского рода Граббе, сын генерал-адъютанта графа Павла Христофоровича. Родился в 1834 году.
Окончив курс в Пажеском корпусе, Михаил Павлович поступил в 1853 г. на службу прапорщиком в Лейб-гвардии Егерский полк, но с наступлением Восточной войны был переведен на Кавказ в Кабардинский полк, с которым участвовал в осаде Карса. По окончании кампании Граббе многократно участвовал в действиях против горцев и был награждён орденами: св. Анны 3-й степени с мечами и бантом, св. Станислава 2-й степени с мечами и золотой саблей с надписью «за храбрость».
В 1867 г. Михаил Павлович был произведен в полковники с назначением командиром 79-го пехотного Куринского полка, но тяжелая рана, полученная им в деле 3 января 1868 г. на р. Фарсе, заставила его в 1870 г. оставить командование полком. С открытием Русско-турецкой кампании (1877—1878 гг.) Граббе снова вступил в строй, был назначен траншей-майором при осаде Карса и награждён орденом св. Георгия 4-й степени; затем произведён в генерал-майоры с назначением командиром 2-й бригады 1-й гренадерской дивизии.
В ночь на 6 ноября он во время штурма Карса был убит при атаке на форт Канлы. Жена Анна Алексеевна (1844-1928), дочь знаменитого мыслителя А. С. Хомякова, пережила его более чем на полвека.